# آرایه آنالوگ قابل‌برنامه‌ریزی-میدانی

آرایه آنالوگ قابل‌برنامه‌ریزی-میدانی

آرایه آنالوگ قابل‌برنامه‌ریزی-میدانی (به انگلیسی: field-programmable analog array) (اختصاری FPAA) یک افزاره مدار مجتمع است که می‌تواند برای انجام کاربردهای آنالوگ مختلف با استفاده از بلوک‌های آنالوگ محاسباتی (CAB) و یک میان‌اتصال قابل برنامه‌ریزی-میدانی به طرز خاصی آرایش داده شود و با استفاده از حافظه‌های روی تراشه برنامه‌ریزی شود. هر بلوک CAB می‌تواند تعدادی از کاربردهای پردازش سیگنال آنالوگ را انجام دهد. مانند: تقویت، انتگرال‌گیری، مشتق‌گیری، جمع، تفریق، ضرب، مقایسه، لگاریتم و نمایی، شبکه اتصال داخلی سیگنال‌ها را از یک بلوک CAB به بلوک دیگر و به بلوک‌های I/O ارتباط می‌دهد.